# Sellapasset
Sellapasset (2.218 m.o.h.) (italiensk: Passo Sella) er et bjergpas i Dolomitterne i de italienske alper, der forbinder dalene Val Gardena og Val di Fassa. Landevejen over passet forbinder dalene Val di Fassa med Val Gardena. Eller byerne Canazei og Selva di Val Gardena. Vejen over passet blev bygget i 1872. Vejpasset ligger i den såkaldte Sellagruppe.
Med henblik på at skåne naturen er passet fra sommeren 2017 blevet lukket for benzin-/dieseldrevne motorkøretøjer på onsdage i juli og august.
Passet er en del af Sellaronda, som er en berømt turistvej. Heri indgår også Gardenapasset, Campolongopasset og Pordoipasset.

## Galleri
- Sellapasset
- Bjergarten Dolomit ved Sellapasset
- Bjergmassivet Sassolungo ved Sellapasset
- Val Gardena med Sellamassivet til venstre i billedet